# Giorgio Piola
Giorgio Piola (Santa Margherita Ligure, 1º novembre 1948) è un giornalista e commentatore televisivo italiano noto per la sua attività di inviato tecnico esperto di Formula 1.
È noto per i suoi disegni dei particolari tecnici delle monoposto.

## Biografia
Inizia la carriera nel 1970 sulle pagine di Autosprint per poi passare nel 1975 prima al Corriere della Sera e poi alla Gazzetta dello Sport, dove continua a lavorare fino al 2015.
Dal 1990 è attivo anche come commentatore televisivo, col compito di analizzare e presentare agli appassionati di motori la struttura aerodinamica e il funzionamento meccanico delle sofisticate vetture di Formula 1.
Fino a fine anni '90 ha collaborato con la redazione del programma sportivo dedicato ai motori Grand Prix in onda su Italia 1, rete che nel periodo 1991-1996 (questo ultimo anno in regime d'esclusiva) deteneva i diritti per la trasmissione in chiaro e in diretta sul territorio nazionale italiano degli eventi sportivi di Formula 1 e che l'anno successivo furono acquisiti dalla RAI in regime di monopolio. È successivamente entrato a far parte della redazione sportiva RAI a fianco dei commentatori Gianfranco Mazzoni (voce principale), dell'esperto ex pilota di Formula 1 Ivan Capelli e dell'ingegner Giancarlo Bruno (commento tecnico) e degli inviati ai box Ettore Giovannelli e Stella Bruno.
Nella stagione 2008 fa parte della squadra di commentatori tecnici per l'emittente satellitare Sky Italia e dal 2010, dopo il mancato rinnovo di Sky dei diritti della Formula 1, entra a far parte di Mediaset. Dal 2011 collabora con la RSI e commenta i GP insieme a Roberto Gurian e Andrea Chiesa. Nel 2013 torna in Rai fino al 2017. Torna a collaborare con RSI in occasione del Gran Premio del Belgio e del Gran Premio d'Italia 2018 e successivamente per i Gran Premi di Spagna e Austria 2023.
Dal 1994 pubblica annualmente per la Casa Editrice Nada un annale sulla Formula 1 dal titolo Analisi Tecnica che viene tradotto e pubblicato in tre lingue. È stato per anni consulente tecnico di molteplici riviste nazionali e internazionali tra cui Autosport, Gazzetta e Autosprint. Dal 2016 collabora in esclusiva col network internazionale Motorsport.com.
In occasione del Gran Premio di Cina 2019, gara numero 1000 della storia della Formula 1, viene omaggiato da Chase Carey (CEO di Liberty Media) con una moneta celebrativa, essendo il personaggio del paddock col maggior numero di gran premi all'attivo (811, debutto a Monaco 1969).